# Харач
Харач (дари خرچ), также известен как Карич — кишлак на северо-востоке Афганистана, в вилаяте (провинции) Бадахшан. Входит в состав района Вахан.

## Географическое положение
Харач расположен на северо-востоке Бадахшана, в высокогорной местности, на левом берегу реки Вахандарьи, на расстоянии приблизительно 217 километров к востоку от города Файзабада, административного центра вилаята. Абсолютная высота — 3218 метров над уровнем моря. Ближайшие населённые пункты — кишлак Язмач (выше по течению Вахандарьи), кишлак Крыт (ниже по течению Вахандарьи).

## Население
На 2003 год население составляло 106 человек (55 мужчин и 51 женщина). Дети в возрасте до 15 лет составляли 45 % от общего количества жителей кишлака. В национальном составе преобладают ваханцы.